# 洪準杓
洪 準杓（ホン・ジュンピョ/こう じゅんひょう、홍준표、1953年11月20日 - ）は、韓国の政治家、元検察官。第15・16・17・18・21代国会議員。本貫は南陽洪氏。プロテスタント信者。
保守政党・ハンナラ党の代表（2011年7月 - 12月）や慶尚南道知事（2012年12月20日 - 2017年4月9日）を務めた後、2017年5月の大統領選挙に自由韓国党の候補として出馬したが、革新政党・共に民主党の候補文在寅に敗した。その後、自由韓国党の代表（2017年7月3日 - 2018年6月14日）を務めたが、2018年6月の統一地方選挙の惨敗で引責辞任した。2022年6月の第8回全国同時地方選挙で大邱市長に当選したことにより、1995年の首長民選制が導入された以降、異なる2つの広域自治体の首長に当選した初の人物となった。

## 来歴
貧しい造船所労働者の家に生まれた。大邱の嶺南高校を経て高麗大学校法学部行政学科を卒業。元の名前は洪判杓（ホン・パンピョ、홍판표）であったが、1985年ごろに検事として清州地検に赴任した時に親しかった清州地方法院院長に「判事でもないのに中間名は『判』になるのが合わない」と言われたため（または同法院判事で後に政治家となった李柱栄の勧めで）、現在の名前に改名した。
1993年にソウル地検の検察官となり、「スロットマシン事件」の捜査に当たり、テレビドラマのモデルとなって「砂時計検事」というあだ名をつけられた。1996年に金泳三に請われて国会議員として政界入りし、金大中政権や盧武鉉政権下で保守野党・ハンナラ党の議員として革新政権を追及した。2007年に保守派の李明博が大統領となったが、法務部長官を希望していた洪は、李大統領からの環境部長官就任の打診を拒否した。
2011年7月にハンナラ党代表に就任したが、ソウル市長補欠選の敗北や中央選挙管理委員会のDDoS攻撃問題などで早期辞任に追い込まれた。
2012年4月に行われた第19代総選挙ではソウル市東大門区乙選挙区で民主統合党の閔丙梪候補に敗れて落選した。
2012年12月に慶尚南道知事補欠選挙で慶尚南道知事に当選。しかし2011年6月に建設会社社長の成完鍾から1億ウォンの裏金を受け取ったとされて、2015年7月に政治資金法違反で在宅起訴され、2016年9月に一審で懲役1年6月・追徴金1億ウォンの実刑判決を受けたが、2017年2月の第二審では逆転無罪判決を受けた。
2017年3月31日、2017年の大統領選挙で保守政党・自由韓国党（旧ハンナラ党・セヌリ党）の党候補に選出された。出馬に伴い、2017年4月9日に慶尚南道知事を辞職した。
朴槿恵前大統領の弾劾で萎縮した保守を立て直すことを宣言。選挙戦では「企業には自由を、庶民には機会を」をスローガンにした。韓国の最大の社会問題になっている雇用については「頑固な貴族労組のせいで雇用が海外に逃げている」とし、「韓国政治のタブーである民主労総に必ず勝利する」と宣言した。さらに大統領直属庶民青年救難委員会を設置して若者の雇用を直接ケアすると公約し、弱点とされる若年層に支持を伸ばそうとした。またアメリカのドナルド・トランプ大統領などを念頭に「世界的に右派のストロングマンの時代だ」と論じて自分への支持を求めた。
出馬当初の支持率はわずかに4%だったが、選挙戦後半には共に民主党候補・文在寅に次ぐ支持率と報じられていた国民の党候補・安哲秀を追い上げる勢いを見せた。
5月9日の投票と翌10日にかけての開票の結果、洪は785万2849票（得票率24.03%）を獲得した。この数字は安哲秀（699万8342票（同21・41%）より上だったが、1342万3800票（得票率41.08%）を獲得した文在寅に大敗した。洪は「選挙結果は受け入れる」としながらも「自由韓国党を立て直したことに満足する」と述べた。
7月3日の自由韓国党の党大会で党代表に選出された。就任演説で「韓国の保守右派を再建する。一刀のもとに患部を取り除くような大胆な革新が必要だ」と述べた。
11月3日、「文在寅政権は自由韓国党に『朴槿恵政党』のレッテルを張り、保守勢力を滅ぼそうとしてる」と主張し、統一地方選にも備えるために朴槿恵前大統領を自由韓国党から除名したと発表した。これには党内の親朴派が反発している。
12月18日、日本を表敬訪問した際に安倍晋三内閣総理大臣に対して深くお辞儀したことが韓国国内で物議を醸したことに対して文在寅大統領の「大国・小国」発言を念頭に「我が国を小国、中国を大国とする謁見・朝貢外交で国家の品格を傷つけた連中が外国の元首への儀礼的なお辞儀を屈辱外交などと言うのは呆れる」と反論した。
2018年6月13日の統一地方選挙で自由韓国党は惨敗し、党代表を引責辞任した。
2019年2月13日、文喜相国会議長の天皇謝罪要求を「文議長の発言は慰安婦おばあさんの傷を癒やすために日本側が誠意ある姿勢を見せることを呼びかけたものだ。日本が慰安婦問題に対してただの一度も謝罪らしい謝罪をしなかったという点で、極めて当を得た指摘」と支持し、「いくら否定しても日本の植民地犯罪の事実がなくなるわけではない」「東アジアの未来のために協力しなければならない時期に日本の反省のない時代錯誤的な歴史認識が障害物になってはいけない」と日本側の反発を非難した。
2020年4月15日の第21代総選挙の前では選挙区の問題で未来統合党と揉めた末に公認をもらえなかったため、総選挙では大邱市寿城区乙選挙区から無所属で出馬し、最大野党である未来統合党（現国民の力）や与党の共に民主党の候補を破って当選を果たした。
2021年6月24日、国民の力は最高委員会議を開き、洪準杓の復党を決めた。
2021年8月17日、2022年3月の大統領選挙への出馬を正式に表明したが、11月5日に開かれた党大会の予備選挙では得票率41.50％にとどまり、47.85％を獲得した尹錫悦前検察総長に敗れた。その半月後の11月20日、青年層を対象としたオンラインイベントに出演した洪は、歴代の大統領たちが良くない晩年を迎えることをどう思うかという会場からの質問に対し、予備選敗退後に妻より「刑務所に行くことはなくなったね」と慰労されたというエピソードを明かした。
2022年4月、同年6月の第8回全国同時地方選挙での大邱市長選への出馬を表明し、国会議員辞職書を提出し、朴炳錫議長の署名により成立した。市長選投票の結果、対立候補に大差つけて当選した。
大邱市長在任中に慶尚北道の軍威郡が大邱広域市に編入された。
2025年大韓民国大統領選挙への立候補を表明し、大邱市長を辞職するも、党内予備選挙で敗北したことで政界引退を表明した。

## エピソード
プロテスタント信者であるが、1997年ごろに入信したものである。もともとは仏教徒の母親の影響により仏教に対する心得が深く、慶尚南道知事時代に施主として寺院に石灯籠を寄付したことがある。また、妹も仏教徒である。
洪判杓も4歳ごろから使った名前である。元々はホン・イピョ（홍이표）という名前であったが、麻疹を患って母親と共に寺院を訪れた後に治ったため、母親は仏への感謝の意を込めて「判杓」に改名した。
あだ名は「ホンカ・コーラ」、YouTubeのチャンネルの名前も「TVホンカコーラ」である。
1972年にプロデューサーの金慶泰の勧誘を受け、MBCのコメディアン公開採用試験に応募したが、同年10月の維新憲法の頒布により大学生たちが強制帰郷させられたため、実際に受験に参加できなかった。
次男はもともと大型自動車会社で働いたが、2017年ごろにパイロットになるために仕事を辞めて米国へ航空留学した。しかし、洪準杓によると次男は免許を取得して帰国後にイースター航空などのLCC航空会社に志願したが、いずれも面接で「父親が野党の政治家であるため、航空路線の調整の際に不利益をこうむる可能性がある」という理由で落ちた。その後はまた一般の中堅企業に就職した。
漢字を愛用し、漢字復活論者との見方もある。2017年4月5日、中央日報が同年の大統領選挙の候補者5人の芳名録やサインを比較した後、洪がハングルを一切使わず、一貫して漢字を使っているという特徴を指摘した。例えば、同年3月23日、国立大田顕忠院の顕忠塔を参拝した際、洪が芳名簿に毛沢東の思想である「天下大乱して大治に至る」に由来する「大乱大治」の4字を漢字で大きく書き、自身の名前も漢字で記した。これに対してネットユーザーからは批判や皮肉が多く寄せられた。
青年層での支持率が高いため、2021年末の2022年大統領選挙の予備選では尹錫悦が勝利すると、一部の20・30代の党員が離党する事態が発生した。なお、2021年11月には青年オンラインプラットフォームの「青年の夢」を設立した。
2023年5月10日、大邱市長として共に民主党代表の李在明と会談を行ったが、そこで国民の力と尹錫悦政権に対する批判的な発言をしたため、党内から批判された。
2023年5月に大邱文化放送の時事番組で偏向報道をしたという理由により、それ以降は大邱文化放送の記者の市庁舎への出入りと取材を拒否している。
自身もキリスト教信者であり、同性愛に反対の立場を取る洪市長は、2023年6月17日開催の大邱クィアフェスティバルに対して道路占有許可を出さず、当日会場に対して大邱市庁公務員による行政代執行を行なおうとしたところ、大邱地方警察庁は集会の届け出がなされた合法的な行事として主催者側を保護するため行政代執行を阻止しようとし、史上初の公権力（公務員）同士の衝突という事態に発展。洪市長は、自身の行政代執行の指示が正当だったことを強調し、警察の対応を批判した。